# Aspersorio

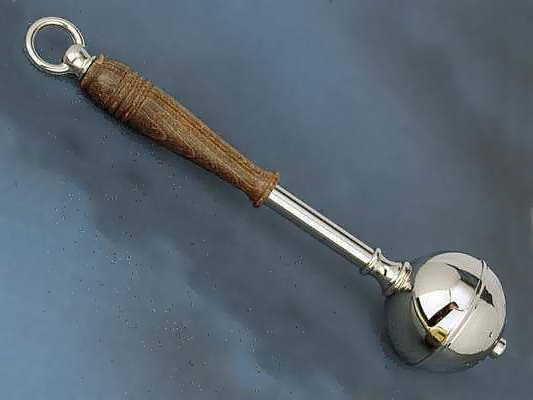
Un aspersorio

Un aspersorio o asperges (dal latino asperges, «aspergerai») è un arredo sacro per aspergere persone (singole o l'assemblea) o loro cose con l'acqua benedetta.
Presenta una forma di pennello o di piccola sfera con numerosi fori, e con manico, atta ad accogliere il sacramentale (l'acqua benedetta) per rilasciarlo ai fedeli.

## Origini
Il nome latino deriva dall’antica cerimonia della lustratio, nella quale si purificava con acqua benedetta ad esempio un nuovo nascituro nella famiglia, un nuovo edificio della città, o una città stessa.
Nella cultura cattolica lo si fa tradizionalmente derivare dall'antifona cantata durante l'aspersione (al di fuori nel Tempo di Pasqua), ricavata dal Salmo 50: «Asperges me Domine hyssopo et mundabor, lavabis me et super nivem dealbabor».
Il latino ecclesiastico contempla la denominazione di aspersorium per definire il secchiello dell'acqua benedetta e aspergillum per descrivere lo strumento che vi si intinge. In italiano è invalso l'uso di aspersorio per indicare lo strumento.

## Forme presso i vari culti

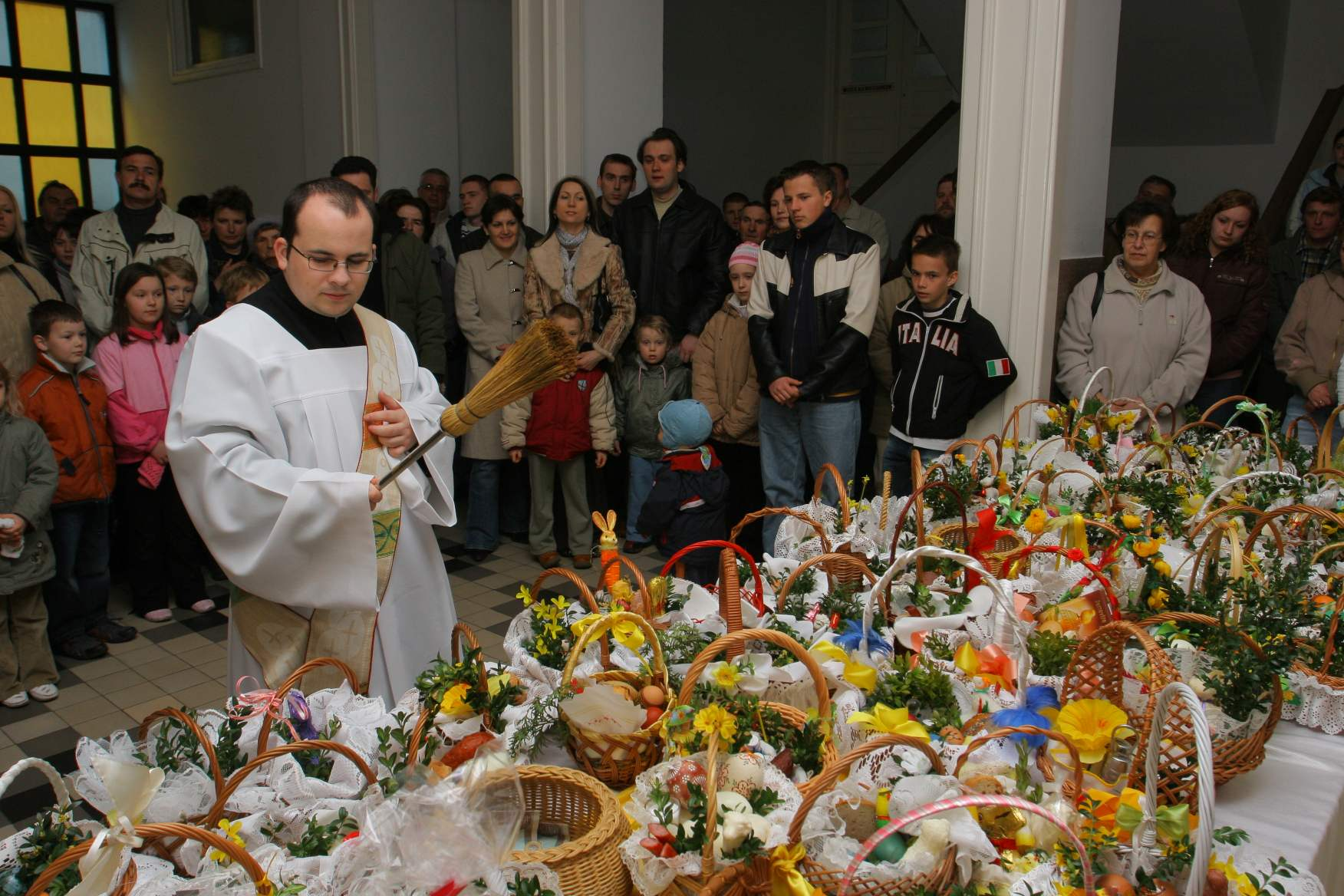
Uso di un apersorio in Polonia per la benedizione di cestini di cibo nel corso delle celebrazioni pasquali

Nella liturgia cattolica, l'aspersorio è costituito da un bastoncino generalmente di metallo con una sfera traforata e munita di setole, da utilizzarsi nel rito dell'aspersione. In questa sua versione è sempre accompagnato dal secchiello. Recentemente sono comparse versioni dotate di serbatoio interno e un sistema di chiusura per evitare la dispersione dell'acqua benedetta.
Anticamente al posto del globo vi era una spazzola a setole corte, a dimostrazione di un legame tra il rito cristiano e quello ebraico, che infatti prevedeva come aspersorio, l'uso di un ramoscello d'ulivo oppure una specie di pennello derivato dal crine di un cavallo.
Presso alcuni movimenti musulmani si usa come aspersorio un cilindro argentato da cui fuoriesce una frangia di fili argentei.
Un esemplare mirabile di aspersorio di oreficeria italiana è quello conservato al Louvre, di fabbricazione toscana, risalente al XVI secolo, formato da un secchiello e da un aspersorio dorato e di argento cesellato.
Anche nel rito anglicano, sia l'aspersorio sia il secchiello si sono tradizionalmente conservati e si ispirano a forme stilistiche italiane.

## Altri significati
Nel XVI secolo, venne definito aspersorio anche un pugnale piccolo, costituito da tre lame, una fissa e due più brevi che si allungavano grazie ad un meccanismo a molla. In Inghilterra, all'incirca nello stesso periodo, si definì asperges un'arma che possedeva le caratteristiche sia dell'arma bianca sia di quella da fuoco.
Dal termine "aspersorio" il biologo e sacerdote italiano Micheli prese spunto per dare il nome ad un fungo da lui scoperto, detto appunto Aspergillus per la sua caratteristica forma simile a tale strumento.